# OpenLux
OpenLux ist eine Recherche zu Steuervermeidung in Europa. Ausgewertete und im Februar 2021 veröffentlichte Dokumente zeigen Details zu Steuervermeidung aufgrund der dafür begünstigenden Finanzpolitik Luxemburgs. Die Gesetzgebung des Landes schadet der Europäischen Union nach Bewertungen von Experten jährlich in Höhe von zehn Milliarden Euro.
Die OpenLux-Recherche wurde von der Süddeutschen Zeitung, Le Monde, Miami Herald, Organized Crime and Corruption Reporting Project und weiteren journalistischen Partnern in Luxemburg durchgeführt.

## Geschichte
Investigative Journalisten erhielten rund drei Millionen Dokumente und Aufzeichnungen von Luxemburgs Online-Unternehmensregister-Plattformen. Dazu gehören Firmendokumente, Jahresabschlüsse und Erklärungen zu wirtschaftlichem Eigentum von mehr als 260.000 Unternehmen, die einen Zeitraum von 1955 bis Dezember 2020 abdecken. Nach der Analyse der OpenLux-Daten haben Transparency International und Anti-Corruption Data Collective festgestellt, dass rund 80 Prozent der privaten Investmentfonds in Luxemburg nicht deklarieren, wer von diesen Fonds profitiert. Vergleicht man die Daten aus dem luxemburgischen Register mit den Berichten, die einige Fonds bei der US-Regierung eingereicht haben, zeigt die Analyse, dass mehr als 15 Prozent der Fonds den US-amerikanischen und luxemburgischen Behörden widersprüchliche Informationen über ihre wirtschaftlichen Eigentümer vorgelegt haben. Dies bedeutet, dass eine beträchtliche Anzahl von in Luxemburg ansässigen Fonds es offenbar versäumt hat, ihre Eigentümer wie gesetzlich vorgeschrieben zu identifizieren. Luxemburg ist die Heimat von mehr als 15.000 Investmentfonds, die ein Vermögen von mehr als 4,5 Billionen Euro halten. Schätzungen zufolge sind 67 Prozent der grenzüberschreitenden Fonds weltweit in Luxemburg beheimatet.
Die Süddeutsche Zeitung stellte eine Reihe von Finanzpraktiken vor, mit denen Luxemburg allen weiteren EU-Ländern schadet, so z. B.:

### Immobilienfirmen
Luxemburgischen Firmen gehören laut Grundbuch Tausende Immobilien in Deutschland. Die Mieteinnahmen fließen zunächst nach Luxemburg, wodurch weniger Steuern gezahlt werden, als wenn die Firma ihren Sitz in Deutschland hätte. Lässt sich die Immobilienfirma von einer anderen Firma (die meist demselben Eigentümer gehört) einen Kredit geben, lässt sich damit die Steuerlast in Luxemburg massiv drücken.
Da nun aber die kreditgebende Firma theoretisch Einnahmen aus der Kreditvergabe hat, die sie in Luxemburg versteuern müsste, nimmt diese Firma selbst einen Kredit einer Firma (mit meist demselben Eigentümer) in einer Offshore-„Steueroase“ auf, die gar keine Abgaben erhebt. Diese Firmen sitzen häufig auf Jersey oder den Britischen Jungferninseln. Die Zinszahlungen an diese Offshore-Firma reduzieren dann die zu versteuernden Einnahmen in Luxemburg.

## Auszeichnung der Rechercheure
Die Recherchen zu OpenLux, an denen aus Deutschland das Investigationsressort der Süddeutschen Zeitung beteiligt war, ist im Oktober 2021 mit dem US-amerikanischen EPPY-Award ausgezeichnet worden. Das Team siegte in der Kategorie „Best collaborative investigative reporting“.